# Pelosia unicolor
Pelosia unicolor là một loài bướm đêm thuộc phân họ Arctiinae, họ Erebidae.